# 700 هـ
700 هـ هي سنة في التقويم الهجري امتدت مقابلةً في التقويم الميلادي بين سنتي 1300 و1301.

## مواليد
- إسماعيل بن عمر بن كثير
- شهاب الدين أحمد بن فضل الله العمري
- أبو ساكن عامر بن علي بن يسفاو الشماخى
- نظام الدين عبيد زاكاني

## وفيات
- إبراهيم الجزري
- محمد العبدري الحاحي
- عزالدين الهذباني